# Alte Post (Oberursel)

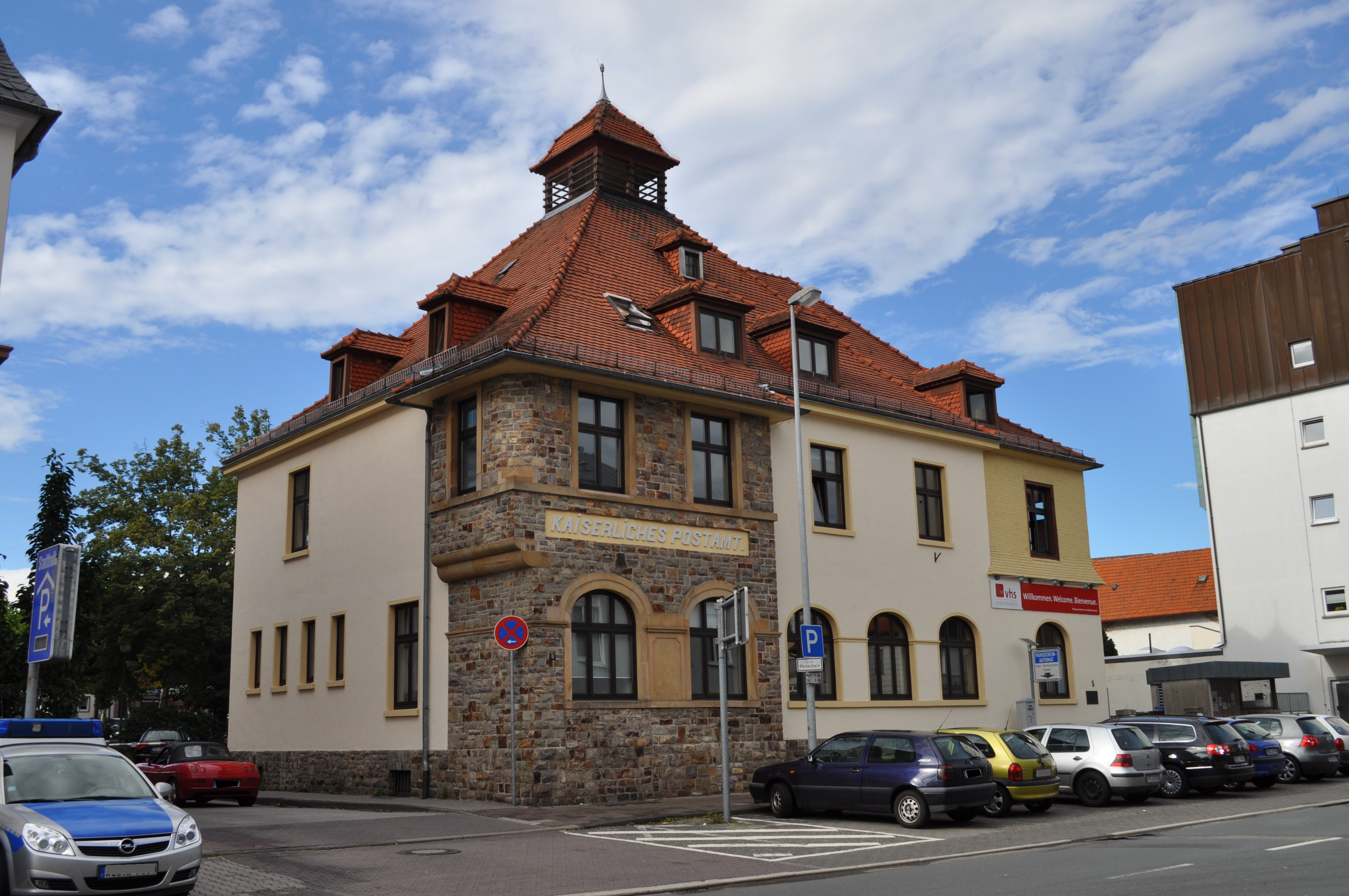
Alte Post

Die Alte Post ist ein unter Denkmalschutz stehendes Gebäude in Oberursel.

## Geschichte
Die Post war in Oberursel zunächst im Haus des jeweiligen Posthalters untergebracht. 1895 wurde ein erstes Postamt in der Oberhöchstädter Straße 10 angemietet. Mit Vertrag vom 20. Februar 1911 zwischen der Stadt Oberursel und der Reichs-Post- und Telegraphenverwaltung wurde vereinbart, dass die Stadt ein eigenes Postamt errichten solle und die Oberpostdirektion Frankfurt am Main dies mieten würde.
Am 25. Juli 1911 erfolgte die Grundsteinlegung. Die Baupläne stammten vom Frankfurter Postbaurat Höfig, die Bauleitung erfolgte durch den Oberurseler Architekten Carl Runkwitz. Erd-, Maurer- und Zimmerarbeiten wurden durch das Oberurseler Unternehmen J. J. Meister, die Dachdeckerarbeiten durch das Pforzheimer Unternehmen Meschede vorgenommen. Das neue kaiserliche Postamt in der Oberhöchstädter Straße wurde im Folgejahr bezogen.
Bereits bei Eröffnung wurde das Haus als zu klein befunden. Die Stadt hätte auch größer gebaut, aber die Post war nicht bereit gewesen, mehr als 4.000 Mark Miete zu zahlen. 1957 erwarb die Deutsche Bundespost das Gebäude von der Stadt. Ab 1961 wurde das Postamt in eine Baracke in der Ebertstraße verlegt und das alte Postamt für Fernmeldezwecke genutzt. 1964 erfolgte die Eröffnung des Postamtes in der Berliner Straße 89, welches auch heute noch Postfiliale ist.
Seit 1987 wird die Alte Post von der Volkshochschule als Schulungsgebäude genutzt.

## Baubeschreibung
Die alte Post ist auf einem quadratischen Grundriss erbaut. Der kubische Baukörper wird durch ein gaupenbesetztes Zeltdach bekrönt. Beide Seiten der Straßenfront sind durch Schmuckelemente betont. Auf der rechten Seite ist dies eine Verschindelung am Obergeschoss. Die linke Seite ist mit Hausteinen verblendet und trägt die Inschrift „Kaiserliches Postamt“. Ein Erker wird durch die zur Hausseite weiter geführte Verblendung integriert. Im Erdgeschoss befinden sich sechs Bogenfenster. Ursprünglich war das Fenster ganz links, der Eingang und über eine Treppe erreichbar. Später wurde der Eingang verlegt und der untere Teil des Eingangs vermauert, um die Fenster anzugleichen.